# Partido Monárquico de Rusia
El Partido Monárquico de Rusia (en ruso Монархическая партия России) es un partido político ruso fundado por el político, empresario y escritor Antón Bakov. Es el único partido político monárquico legal en Rusia desde la Revolución Rusa de 1917. 
Pretende la restauración teocrática de una monarquía absoluta bajo la dinastía Romanov como casa real y el cristianismo católico apostólico ortodoxo como religión oficial, sostiene además que el Imperio ruso nunca fue legalmente abolido, pues la revolución rusa de 1917 fue ilegal, declarándose representante del Imperio ruso al estilo de una micronación «Estado Soberano Sede Imperial», ahora encabezado por el heredero de dinastía Románov, el príncipe Carlos Emico de Leiningen. 
El partido está registrado oficialmente y tiene el derecho a participar en las elecciones. Ha participado en elecciones como en la del alcalde de Ekaterimburgo en 2013.

## Fundación y registro del partido

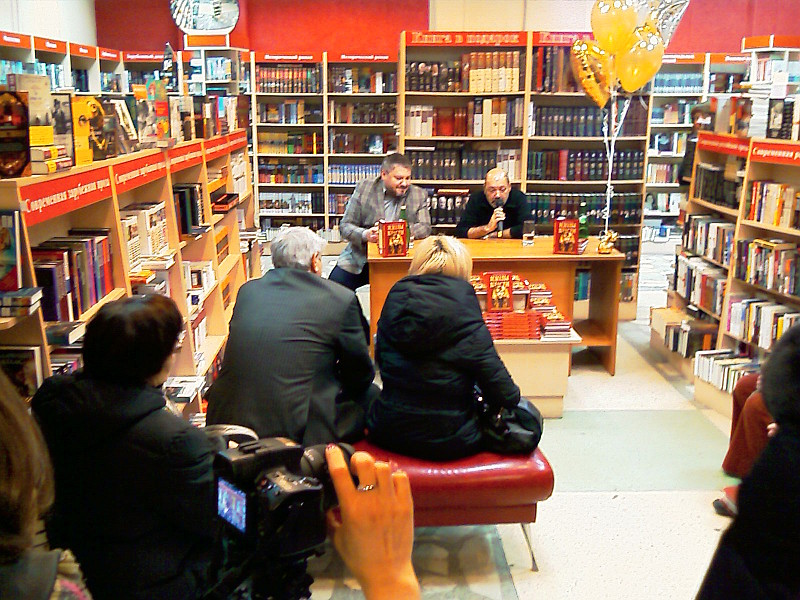
Antón Bakov y el escritor Andrey Matveev presentando su libro Ídolos del Poder, que explica su concepción de una monarquía moderna para Rusia.

El congreso fundacional del Partido Monárquico tuvo lugar el 7 de abril de 2012. El diario ruso Kommersant estableció que 1000 miembros se unieron. El Ministerio de Justicia ruso registró y autorizó el partido en 2012. En febrero de 2013 sus miembros habían organizado 47 oficinas regionales, excediendo el límite necesario para la participación en las elecciones regionales. La dirección legal del partido era Kosulino, asentamiento cercano a la ciudad de Ekaterimburgo (donde tuvo lugar la ejecución de la familia Romanov).
Bakov estableció el Partido Monárquico como parte de su proyecto llamado «Estado Soberano Sede Imperial», una micronación que reclama ser la sucesora del Imperio Ruso fundado por Pedro el Grande y la propietaria de aquellos territorios de ultramar descubiertos por marineros rusos pero que no estaban incluidos en el sucesor original del Imperio, tales como el atolón Suwarrow.[cita requerida]